# Єфимовка (Курманаєвський район)
Єфи́мовка (рос. Ефимовка) — село у складі Курманаєвського району Оренбурзької області, Росія.

## Населення
Населення — 1303 особи (2010; 1595 у 2002).
Національний склад (станом на 2002 рік):
- росіяни — 95 %